# Classe U-209
I sottomarini diesel-elettrici U-209 o Type 209, sviluppati dalla Howaldtswerke-Deutsche Werft, più che una classe costituiscono una famiglia di sottoclassi dall'aspetto proteiforme, in quanto il dislocamento, come anche conseguentemente le dimensioni, varia tra le 650 e le oltre 1500 tonnellate, dando a questi battelli una classificazione tra i sommergibili medio-leggeri. Il normale disegno riguarda comunque un vascello tra le 1000 e le 1200 tonnellate, armato di 8 tubi lanciasiluri a prua, con i siluri al loro interno e una ricarica completa nella sala di lancio. Il loro compito principale è la lotta antinave. Il sottomarino Tipo 209 è realmente piccolo e difficile da tracciare come dimostrato dal San Louis della marina argentina, che nella Guerra delle Falkland attaccò due unità nemiche e forse anche un sottomarino britannico senza risultati ma senza nemmeno essere mai colpito dalla reazione della più potente marina dedicata prevalentemente al ruolo ASW dell'Europa. Il 21 aprile 2021 il sottomarino 402 Nanggala della marina indonesiana con 53 uomini a bordo, è scomparso al largo dell'sola di Bali, in un punto in cui il fondale è di 600 metri. Il mezzo era impegnato in esercitazioni con siluri; data la profondita del fondale in quel punto, alla data del 22 aprile sembrano scarse le possibilità di una sopravvivenza allo schiacciamento.
Il progetto di questi sottomarini venne sviluppato alla fine degli anni sessanta con oltre 50 unità vendute a clienti di quasi ogni continente, come Grecia, Turchia, Argentina, Cile, Brasile, Perù, Colombia, Ecuador, Venezuela, India, Indonesia, Corea del Sud, Sudafrica, a dimostrazione della bontà del progetto di questo sottomarino, vero punto di riferimento del mercato tra gli anni settanta e la fine del decennio successivo.

## Caratteristiche
I sottomarini Type 209 sono generalmente armati con 14 siluri con alcune unità di Grecia, Turchia e Corea del Sud che sono predisposte per il lancio di missili antinave Harpoon ed è inoltre possibile aggiornare questi battelli con il sistema AIP.

## Le sottoclassi
Questi battelli sono stati prodotti in cinque sottoclassi: 209/1100, 209/1200, 209/1300, 209/1400 e 209/1500.
Il Portogallo ha ordinato ultimamente due battelli del tipo U-209PN attualmente considerati del Tipo 214.
Di questi sottomarini, ne sono stati costruiti anche con delle varianti: tre, per Israele, costituiscono la classe Dolphin e, pur essendo molto simili alla classe U-212, derivano direttamente dalla classe U-209, con varie modifiche e miglioramenti, e non hanno una propulsione AIP, ma diesel-elettrica tradizionale. Si dice che i sommergibili israeliani dispongano anche di missili nucleari, lanciabili dai tubi lanciasiluri, affermazione non verificabile, giacché lo Stato ebraico si rifiuta di entrare nel TNP e di sottoporsi alle ispezioni dell'AIEA; comunque i tubi lanciasiluri delle unità israeliane sono stati modificati per potere lanciare i missili Harpoon e Popeye e questi ultimi missili sono in grado di essere armati con testate nucleari. Le unità israeliane sono dotate di quattro tubi lanciasiluri in più di quelle italo-tedesche e, a loro volta, questi tubi lanciasiluri hanno un diametro maggiore di 4,5 pollici rispetto a quelli da 21 pollici; il sospetto è che da questi tubi possa essere lanciato un veicolo idoneo a trasportare in superficie i missili Popeye per poi lanciarli.

## Marina di appartenenza
La prima Marina ad acquistare questi battelli fu quella greca che ne mise in servizio due del Tipo 209/1100 e quattro del Tipo 209/1200.
Il maggiore acquirente di questi sottomarini è stata la Turchia nella cui Marina operano sei battelli Tipo 209/1200, ordinati tra il 1976 e il 1990, ed otto del Tipo 209/1400 ordinati tra il 1994 e il 2007. Attualmente la Marina Turca è quella che maggiormente al mondo utilizza battelli di progettazione tedesca.
La Marina Argentina successivamente agli U-209 ha stipulato con i cantieri Nordseewerke un contratto per sei sottomarini Classe TR-1700, due dei quali costruiti in Germania e quattro da realizzare su licenza in Argentina, ma per i battelli da costruire in argentina la costruzione venne avviato solo per due, che vennero smantellati prima del completamento.
| Nazione       | Tipo | Tipo | Tipo | Tipo | Tipo     | Tipo |
| Nazione       | 1100 | 1200 | 1300 | 1400 | 1400 Mod | 1500 |
| ------------- | ---- | ---- | ---- | ---- | -------- | ---- |
| Argentina     |      | 2    |      |      |          |      |
| Brasile       |      |      |      | 4    | 1        |      |
| Cile          |      |      |      | 2    |          |      |
| Colombia      |      | 2    |      |      |          |      |
| Ecuador       |      |      | 2    |      |          |      |
| Grecia        | 4    | 4    |      |      |          |      |
| India         |      |      |      |      |          | 4    |
| Indonesia     |      | 2    |      |      |          |      |
| Corea del Sud |      | 9    |      |      |          |      |
| Perù          | 2    | 4    |      |      |          |      |
| Sudafrica     |      |      |      | 3    |          |      |
| Turchia       |      | 4    |      | 8    |          |      |
| Venezuela     |      | 2    |      |      |          |      |

## Type 209-1100

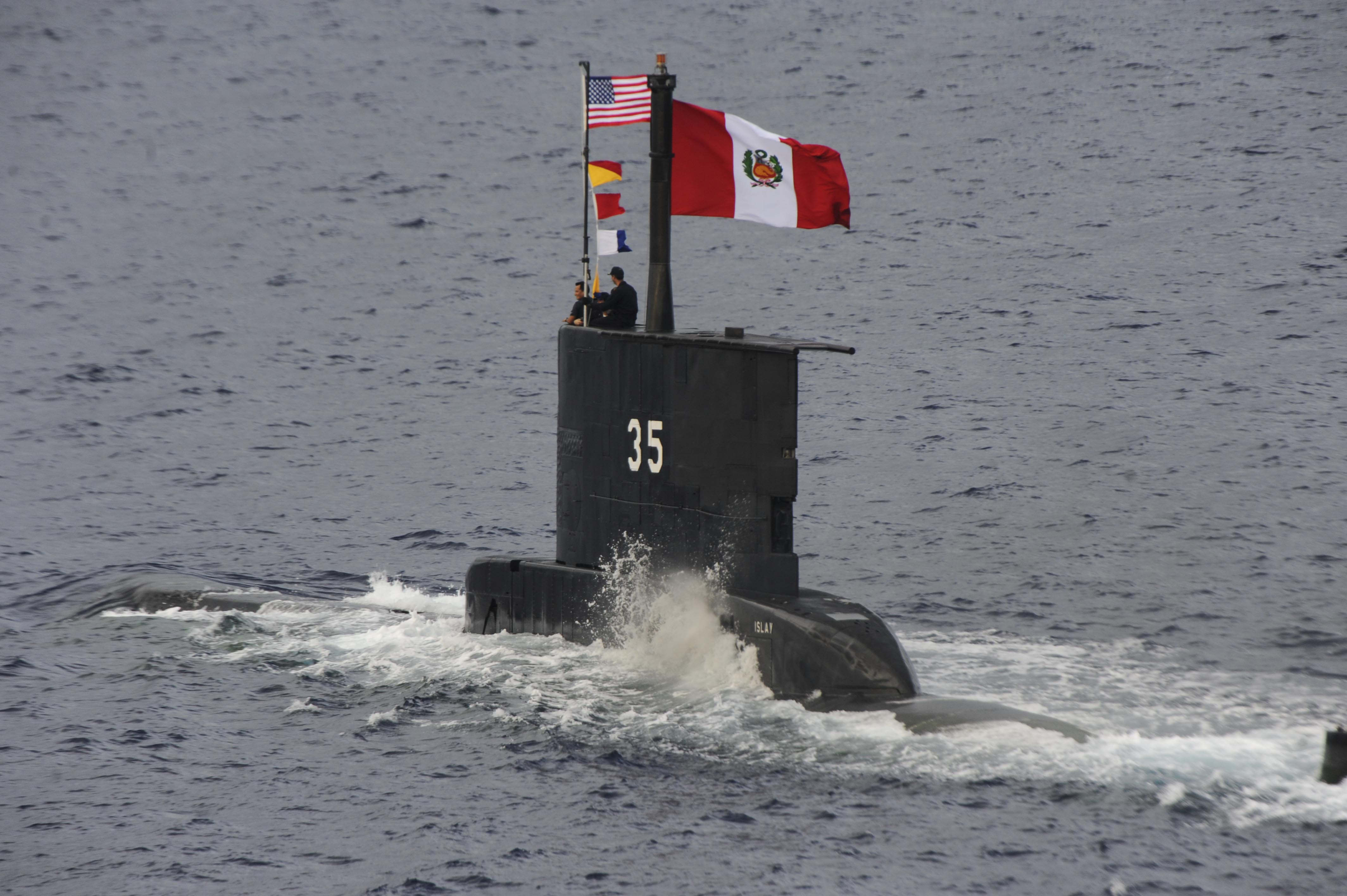
Il sottomarino Islay

Polemikó Nautikó
Classe Glavkos
| Tipo | Matricola | Nome    | Consegna |
| ---- | --------- | ------- | -------- |
| 1100 | S 110     | Glaukos | 1971     |
| 1100 | S 111     | Nireus  | 1972     |
| 1100 | S 112     | Triton  | 1972     |
| 1100 | S 113     | Proteus | 1972     |

 Marina de Guerra del Perú
Classe Islay
| Tipo | Matricola | Nome  | Consegna |
| ---- | --------- | ----- | -------- |
| 1100 | SS35      | Islay | 1975     |
| 1100 | SS36      | Arica | 1975     |

## Type 209-1200
Armada de la República Argentina
Comando de la Fuerza de Submarinos (COFS) - Classe Salta
Il sottomarino ARA Salta (S-31) è stato sottoposto a lavori di ammodernamento tra il 1988 e il 1995 e successivamente tra il 2004 e il 2005; il gemello ARA San Luis (S-32) è fuori servizio dal 1997 dopo non avere completato i lavori di manutenzione e revisione. Il suo ammodernamento è stato nuovamente preso in considerazione.

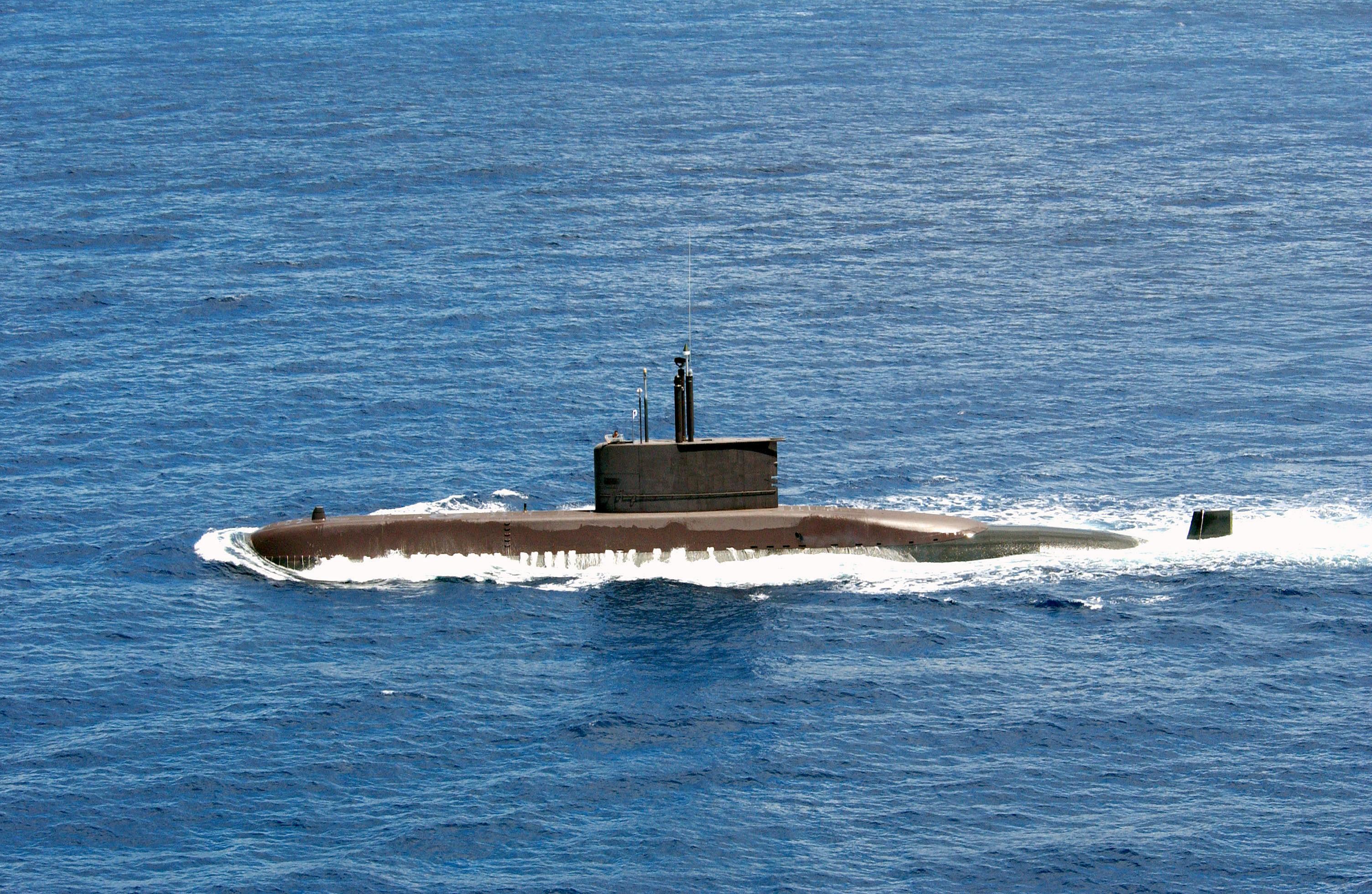
Il sommergibile coreano "Chang Bogo"

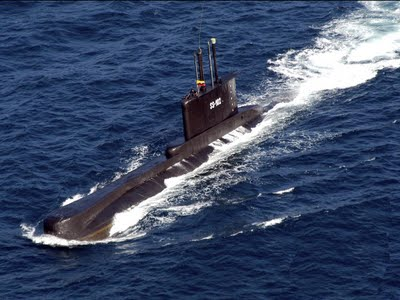
il sottomarino Shyri

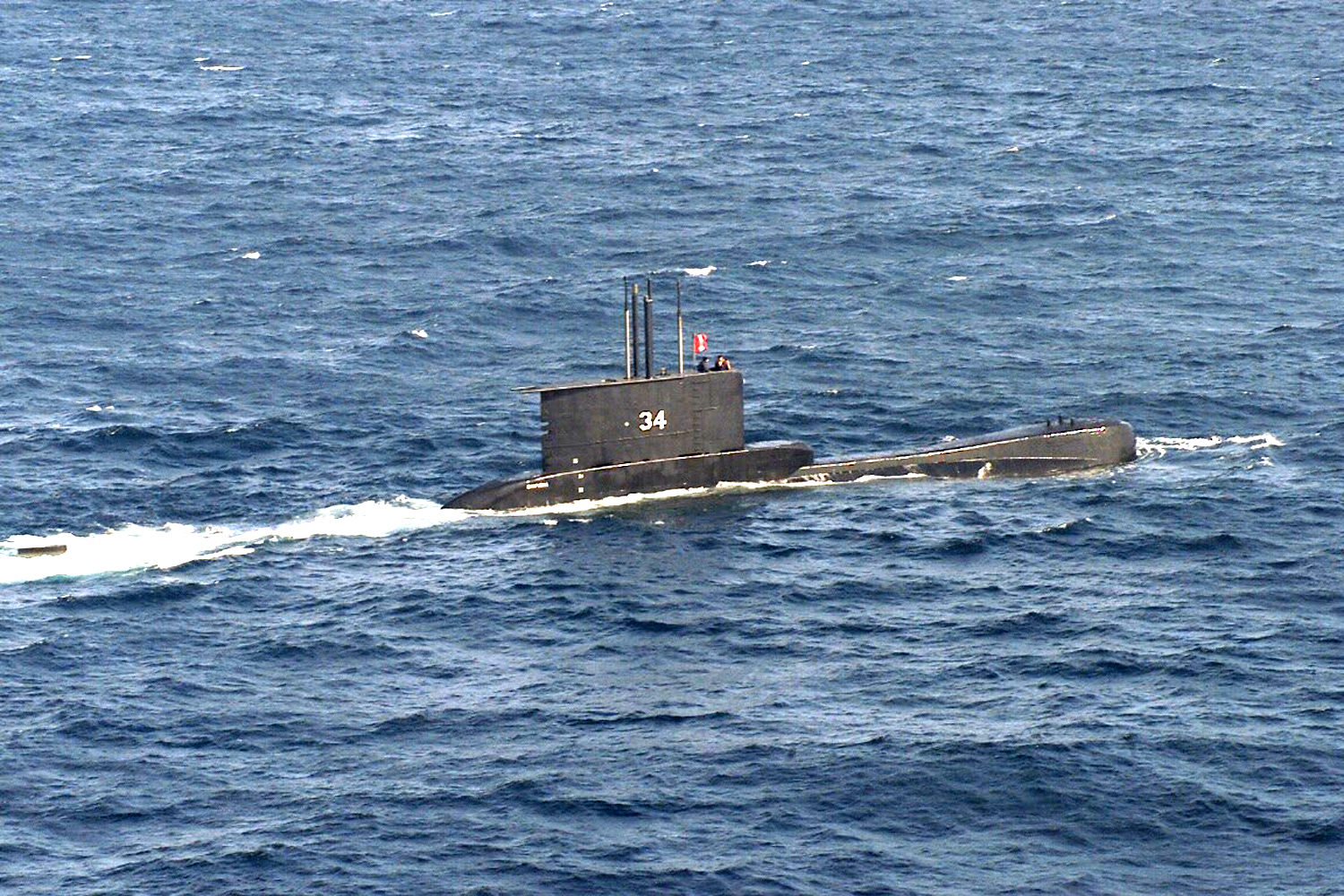
Il sommergibile peruviano Chipana

| Tipo | Matricola | Nome         | Consegna |
| ---- | --------- | ------------ | -------- |
| 1200 | S-31      | ARA Salta    | 1974     |
| 1200 | S-32      | ARA San Luis | 1974     |

 Armada de la República de Colombia
Classe Pijao
| Tipo | matricola | Nome    | Consegna |
| ---- | --------- | ------- | -------- |
| 1200 | S028      | Pijao   | 1975     |
| 1200 | S029      | Tayrona | 1975     |

 Daehanminguk Haegun
Classe Jang Bogo
| Tipo | Matricola | Nome        | Consegna |
| ---- | --------- | ----------- | -------- |
| 1200 | 061       | Jang Bogo   | 1993     |
| 1200 | 062       | Lee Chun    | 1994     |
| 1200 | 063       | Choi Museon | 1996     |
| 1200 | 065       | Park Wi     | 1996     |
| 1200 | 066       | Lee Jongmu  | 1996     |
| 1200 | 067       | Jeong Un    | 1998     |
| 1200 | 068       | Lee Sunsin  | 2000     |
| 1200 | 069       | Na Daeyong  | 2000     |
| 1200 | 070       | Lee Eokgi   | 2001     |

 Armada del Ecuador
Classe Shyri
| Tipo | Matricola | Nome        | Consegna |
| ---- | --------- | ----------- | -------- |
| 1200 | S101      | Shyri       | 1977     |
| 1200 | S102      | Huancavilca | 1978     |

 Polemikó Nautikó
Classe Poseidon
| Tipo | Matricola | Nome      | Consegna |
| ---- | --------- | --------- | -------- |
| 1200 | S 116     | Poseidon  | 1979     |
| 1200 | S 117     | Amfitriti | 1979     |
| 1200 | S 118     | Okeanos   | 1979     |
| 1200 | S 119     | Pontos    | 1979     |

 Marina de Guerra del Perú
Classe Angamos
| Tipo | Matricola | Nome        | Consegna |
| ---- | --------- | ----------- | -------- |
| 1200 | SS31      | Angamos     | 1980     |
| 1200 | SS32      | Antofogasta | 1980     |
| 1200 | SS33      | Pisagua     | 1982     |
| 1200 | SS34      | Chipana     | 1983     |

 Türk Deniz Kuvvetleri
Classi Atilay
| Tipo | Matricola | Nome     | Consegna |
| ---- | --------- | -------- | -------- |
| 1200 | S 347     | Atilay   | 1976     |
| 1200 | S 348     | Saldiray | 1977     |
| 1200 | S 349     | Batiray  | 1978     |
| 1200 | S 350     | Yildiray | 1981     |
| 1200 | S 351     | Doganay  | 1984     |
| 1200 | S 352     | Dolunay  | 1989     |

## Type 209-1300

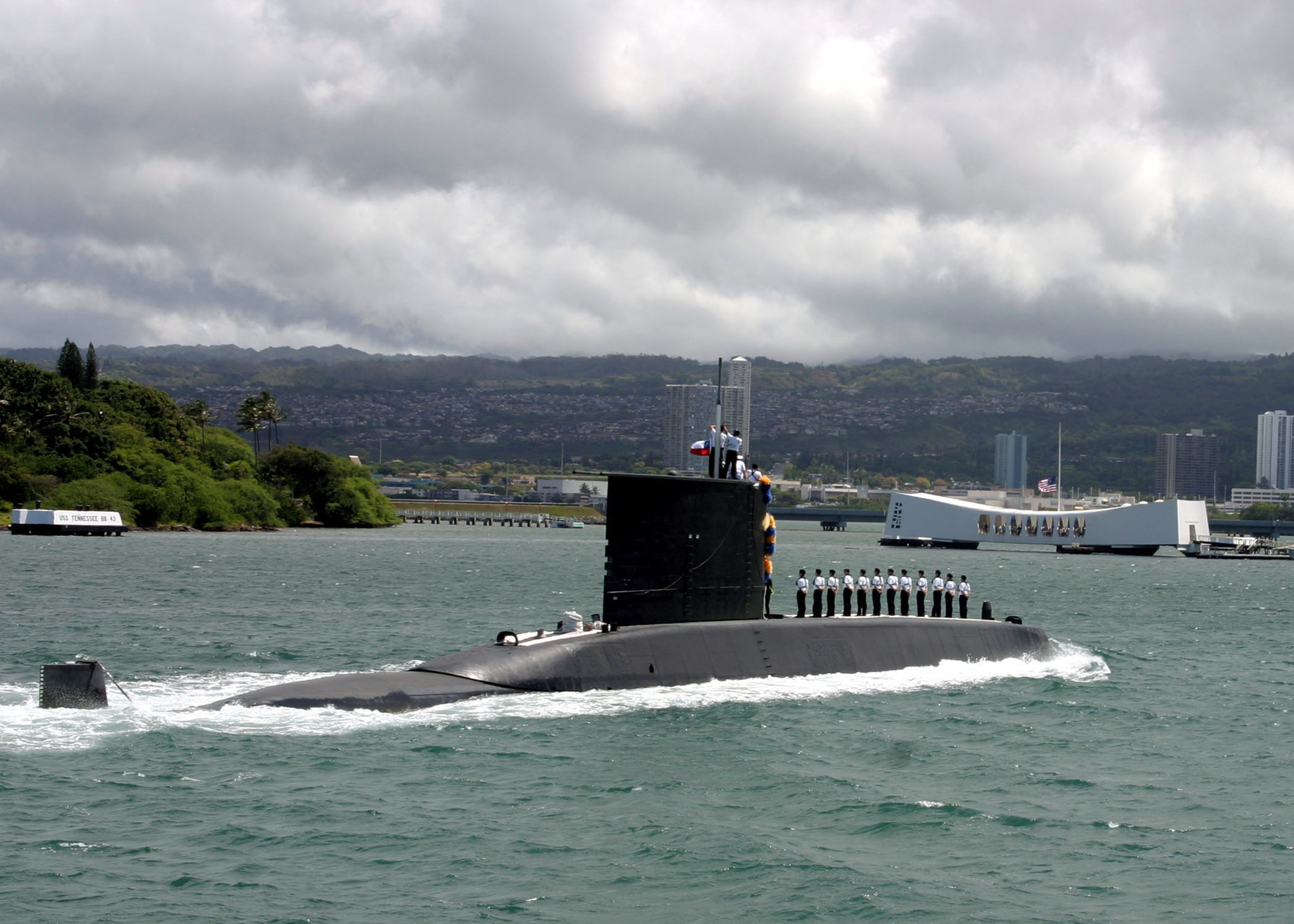
Il sommergibile cileno Simpson

Armada de Chile
Classe Thompson
| Tipo | Matricola | Nome               | Consegna |
| ---- | --------- | ------------------ | -------- |
| 1300 | 20        | Comandante Thomson | 1984     |
| 1300 | 21        | Capitán Simpson    | 1984     |

 Tentara Nasional Indonesia Angkatan Laut
Classe Cakra
| Tipo | Matricola | Nome     | Consegna |
| ---- | --------- | -------- | -------- |
| 1300 | 401       | Cakra    | 1981     |
| 1300 | 402       | Nanggala | 1981     |

 Armada Bolivariana - Classe Sabalo
| Tipo | Matricola | Nome   | Consegna |
| ---- | --------- | ------ | -------- |
| 1300 | S 31      | Sabalo | 1976     |
| 1300 | S 32      | Caribe | 1977     |

## Type 209-1400

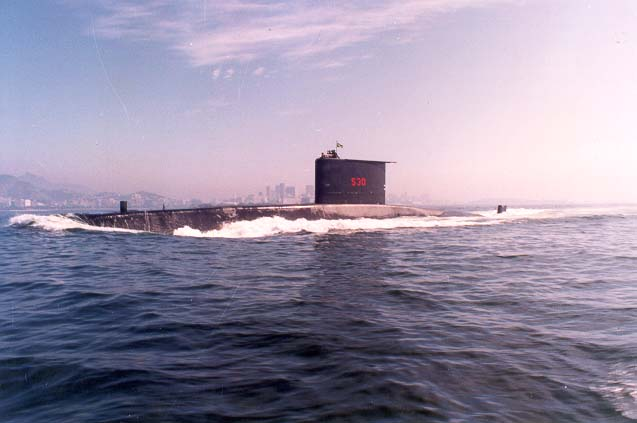
Il sommergibile brasiliano Tupi

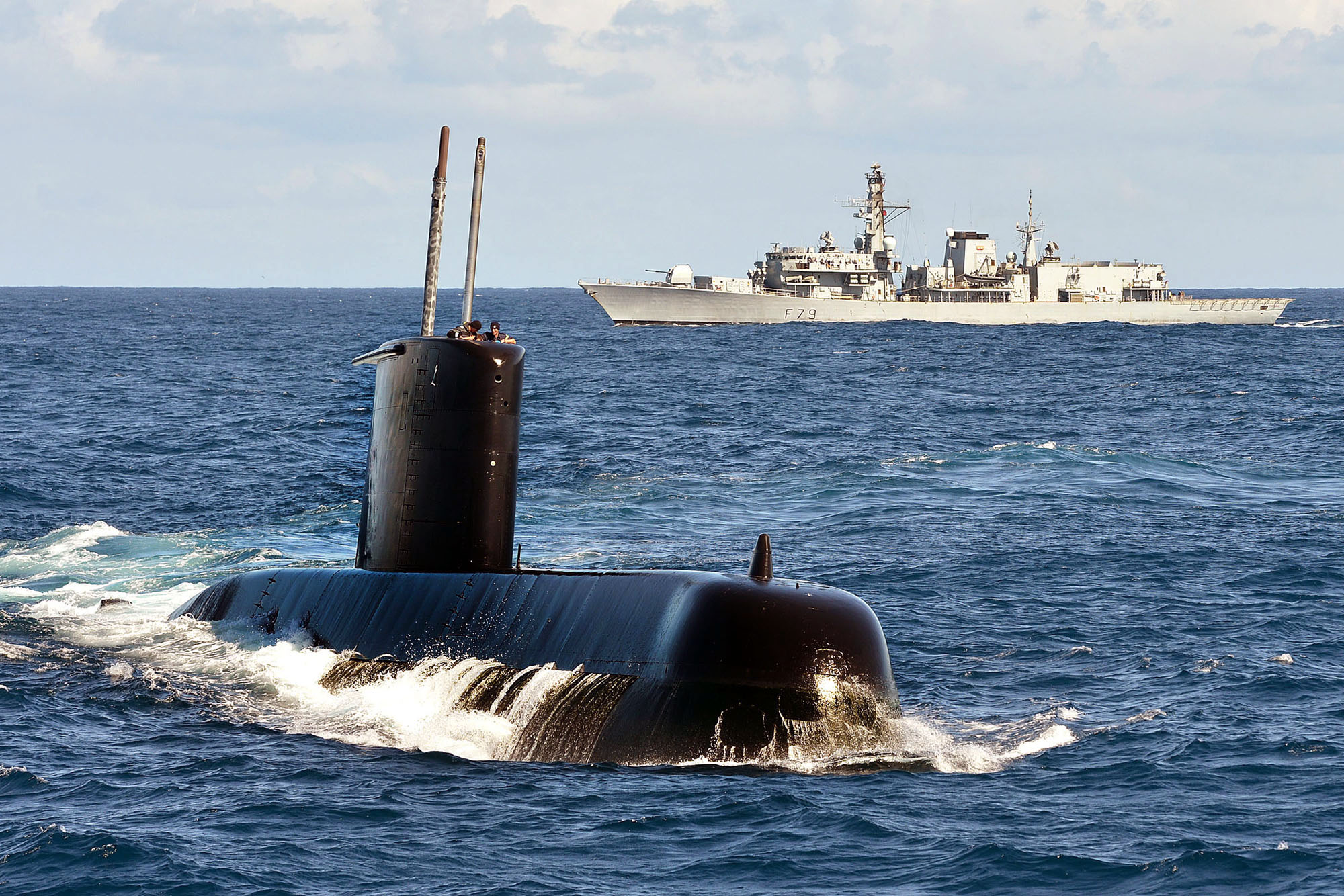
Il sottomarino Charlotte Maxeke

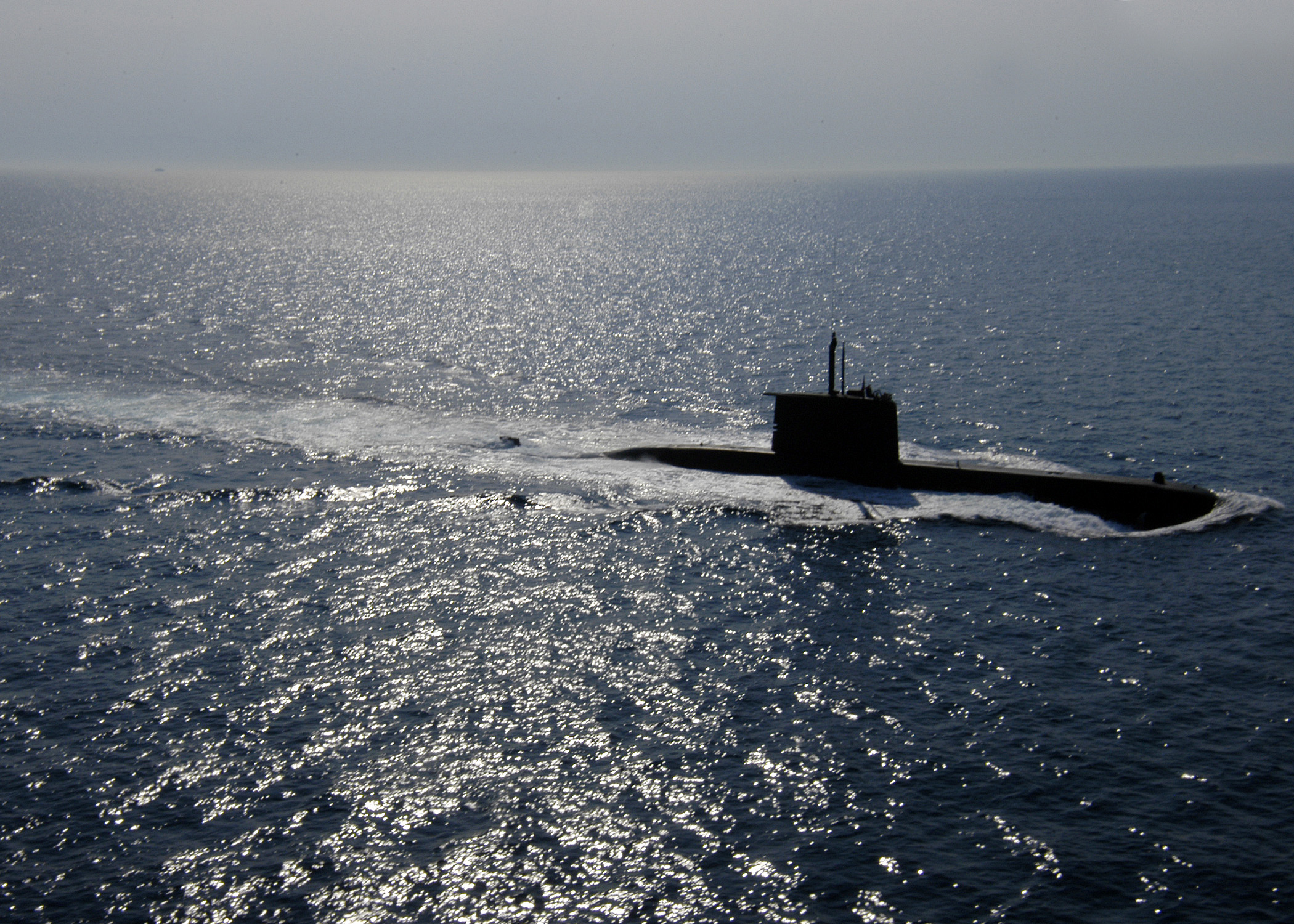
il sottomarino Preveze

Marinha do Brasil
Classe Tupi
| Tipo | Matricola | Nome    | Consegna |
| ---- | --------- | ------- | -------- |
| 1400 | S 30      | Tupi    | 1989     |
| 1400 | S 31      | Tamoio  | 1994     |
| 1400 | S 32      | Timbira | 1996     |
| 1400 | S 33      | Tapajó  | 1999     |

Classe Tikuna
| Tipo    | Matricola | Nome   | Consegna |
| ------- | --------- | ------ | -------- |
| 1400Mod | S 34      | Tikuna | 2005     |
| 1400Mod | S 35      | Tapuia |          |

 South African Navy
Classe Heroine
| Tipo | Matricola | Nome             | Consegna |
| ---- | --------- | ---------------- | -------- |
| 1400 | S 101     | Manthatisi       | 2005     |
| 1400 | S 102     | Charlotte Maxeke | 2007     |
| 1400 | S 103     | Queen Modjadji   | 2007     |

 Türk Deniz Kuvvetleri
Classe Preveze
| Tipo    | Matricola | Nome        | Consegna |
| ------- | --------- | ----------- | -------- |
| T1.1400 | S 353     | Preveze     | 1994     |
| T1.1400 | S 354     | Sakarya     | 1995     |
| T1.1400 | S 355     | 18 Mart     | 1998     |
| T1.1400 | S 356     | Anafartalar | 1999     |

Classe Gür
| Tipo    | Matricola | Nome          | Consegna |
| ------- | --------- | ------------- | -------- |
| T2.1400 | S 357     | Gür           | 2005     |
| T2.1400 | S 358     | Canakkale     | 2005     |
| T2.1400 | S 359     | Burak Reis    | 2005     |
| T2.1400 | S 360     | Birinci Inönü | 2006     |

## Type 209-1500
Indian Navy
Classe Shishumar
| Tipo | Matricola | Nome      | Consegna |
| ---- | --------- | --------- | -------- |
| 1500 | S 44      | Shishumar | 1986     |
| 1500 | S 45      | Shankush  | 1986     |
| 1500 | S 46      | Shalki    | 1992     |
| 1500 | S 47      | Shankul   | 1994     |

## Caratteristiche tecniche
|                              | 1100 | 1200 | 1300 | 1400 | 1500 |
| ---------------------------- | --- | --- | --- | --- | --- |
| Dislocamento (in immersione) | 1,207 t | 1,285 t | 1,390 t | 1,586 t | 1,810 t |
| Dimensioni                   | 54.1×6.2×5.9 m | 55.9×6.3×5.5 m | 59.5×6.2×5.5 m | 61.2×6.25×5.5 m | 64.4×6.5×6.2 m |
| Propulsione                  | Diesel-elettrica - 4 motori diesel - 1 elica                                                                         | Diesel-elettrica - 4 motori diesel - 1 elica                                                                         | Diesel-elettrica - 4 motori diesel - 1 elica                                                                         | Diesel-elettrica - 4 motori diesel - 1 elica                                                                         | Diesel-elettrica - 4 motori diesel - 1 elica                                                                         |
| Propulsione                  | 4 x 120-batterie a celle                                                                                             | 4 x 120-batterie a celle                                                                                             | 4 x 120-batterie a celle                                                                                             | 4 x 120-batterie a celle                                                                                             | 4 x 132-batterie a celle                                                                                             |
| Propulsione                  | 5000 CV | 5000 CV | 5000 CV | 5000 CV | 6100 hp |
| Velocità (in superficie)     | 11.5 nodi | 11.5 nodi | 11.5 nodi | 11.5 nodi | 11.5 nodi |
| Velocità (in immersione)     | 21.5 nodi | 21.5 nodi | 21.5 nodi | 22 nodi | 22.5 nodi |
| autonomia (in superficie)    | 11000 miglia a 10 nodi                                                                                               | 11000 miglia a 10 nodi                                                                                               | 11000 miglia a 10 nodi                                                                                               | 11000 miglia a 10 nodi                                                                                               | 11000 miglia a 10 nodi                                                                                               |
| Autonomia(snorkel)           | 8000 miglia a 10 nodi                                                                                                | 8000 miglia a 10 nodi                                                                                                | 8000 miglia a 10 nodi                                                                                                | 8000 miglia a 10 nodi                                                                                                | 8000 miglia a 10 nodi                                                                                                |
| Autonomia (in immersione)    | 400 miglia a 4 nodi                                                                                                  | 400 miglia a 4 nodi                                                                                                  | 400 miglia a 4 nodi                                                                                                  | 400 miglia a 4 nodi                                                                                                  | 400 miglia a 4 nodi                                                                                                  |
| Armamento                    | 8 tubi lanciasiluri da 553mm - 14 siluri - Predisposizione per missili UGM-84 Harpoon (opzionali) - mine (opzionali) | 8 tubi lanciasiluri da 553mm - 14 siluri - Predisposizione per missili UGM-84 Harpoon (opzionali) - mine (opzionali) | 8 tubi lanciasiluri da 553mm - 14 siluri - Predisposizione per missili UGM-84 Harpoon (opzionali) - mine (opzionali) | 8 tubi lanciasiluri da 553mm - 14 siluri - Predisposizione per missili UGM-84 Harpoon (opzionali) - mine (opzionali) | 8 tubi lanciasiluri da 553mm - 14 siluri - Predisposizione per missili UGM-84 Harpoon (opzionali) - mine (opzionali) |
| Equipaggio                   | 31 | 33 | 33 | 30 | 36 |